# كأس الغارفي 2011
كأس الغارفي 2011 هو الموسم 18 من كأس الغارفي. أقيم خلال الفترة 2 مارس 2011 وحتى 9 مارس 2011، وكان عدد الأندية المشاركة فيه 12، وفاز فيه منتخب الولايات المتحدة لكرة القدم للسيدات.